# Perfekcyjne morderstwo
Perfekcyjne morderstwo (alternatywnie jako Morderstwo doskonałe, ang. A Murder of Quality) – to druga powieść Johna le Carré. W przeciwieństwie do pozostałych książek pisarza, wątki szpiegowskie ustępują w niej miejsce intrydze kryminalnej.

## Fabuła
George Smiley, emerytowany pracownik brytyjskich służb specjalnych, zostaje poproszony o pomoc w rozwikłaniu niecodziennej historii. Alsa Brimley, długoletnia przyjaciółka oraz redaktor naczelny czasopisma „Głos Chrześcijański” otrzymuje od jednej ze stałych czytelniczek przerażający list: „ Nie jestem szalona. Ale wiem, że mój mąż próbuje mnie zabić”. List jednak przychodzi za późno – jego autorka, żona nauczyciela w jednej z renomowanych brytyjskich szkół prywatnych, zostaje zamordowana.
George Smiley wyrusza do Carne, aby przy pomocy poznanych metod wywiadowczych, odkryć prawdę i doprowadzić do ukarania prawdziwego mordercy.